# Glabella
Inden for anatomi er Glabella navnet på mellemrummet mellem øjenbrynene. Glabella befinder sig lige over det lille hulrum, hvor næsen ender. Den kan også betragtes som den nederste del af panden. Således buler Glabella en anelse ud. Glabella ligger lige over det sted, hvor briller sædvanligvis hviler på næsen.